# Gregor Bachmann
Gregor Bachmann (* 1966 in Düsseldorf) ist ein deutscher Jurist und Professor an der Humboldt-Universität zu Berlin.

## Leben
Nach dem Abitur 1985 am Humboldt-Gymnasium Düsseldorf war Bachmann bis 1987 Zeitsoldat. Von 1987 bis 1991 studierte er Rechtswissenschaft an der Universität Passau und an der Ludwig-Maximilians-Universität München. In Passau wurde er 1987 Mitglied des Corps Budissa. 1993 promovierte er an der Universität Passau mit einer strafprozessualen Arbeit bei Werner Beulke. Von 1993 bis 1994 absolvierte Bachmann ein Masterstudium an der University of Michigan Law School in Ann Arbor (USA) und erlangte den akademischen Grad eines LL.M. Nach dem Referendariat in Berlin und in Washington, D.C. war Bachmann Rechtsanwalt in Berlin und Frankfurt am Main bei Hengeler Mueller.
Von 1998 bis 2004 war er wissenschaftlicher Assistent und Habilitand an der Humboldt-Universität zu Berlin. 2004 erfolgte seine Habilitation. Im selben Jahr erhielt Bachmann Rufe der Bucerius Law School, der Friedrich-Schiller-Universität Jena und der Universität Trier. Von 2004 bis 2009 war er Professor an der Universität Trier. 2008 lehnte Bachmann Rufe der Johannes Gutenberg-Universität Mainz und der Ludwig-Maximilians-Universität München ab. Von 2009 bis 2016 war er Inhaber des Lehrstuhls für Bürgerliches Recht, Handels-, Gesellschafts- und Kapitalmarktrecht und Rechtstheorie an der Freien Universität Berlin. 2010 war er Referent und 2014 Gutachter für den Deutschen Juristentag, 2015/2016 Research Fellow am King’s College London und Professor am Center for Transnational Legal Studies (London).
2016 nahm er einen Ruf an die Humboldt-Universität zu Berlin an und ist seitdem Inhaber des Lehrstuhls für Bürgerliches Recht und Unternehmensrecht.

## Forschungsschwerpunkte und Mitgliedschaften
Seine Forschungs- und Tätigkeitsschwerpunkte sind das Deutsche und Europäische Gesellschafts- und Kapitalmarktrecht, insbesondere das Recht der Unternehmensverfassung (Corporate Governance) sowie die Haftung und Verantwortlichkeit von Organmitgliedern. Zur Reform der Organhaftung erstattete er auch das Gutachten auf dem 70. Deutschen Juristentag 2014.
Bachmann ist in den letzten Jahren als (Mit-)Herausgeber bzw. Autor von Kommentaren zur GmbH, zum Deutschen Corporate Governance Kodex, zur Liquidation der Aktiengesellschaft, der KGaA und der SE in Erscheinung getreten.
Schwerpunkte kürzerer Publikationen liegen in jüngerer Zeit im Personengesellschaftsrecht, im Recht der KGaA und im Organhaftungsrecht.
Gregor Bachmann ist Mitglied des Vorstands der Zivilrechtslehrervereinigung (ZLV), des Beirats der Wissenschaftlichen Vereinigung für Unternehmens- und Gesellschaftsrecht (VGR), des wissenschaftlichen Beirats der Berliner Rechtszeitschrift sowie des Advisory Board des German Law Journal (GLJ). Er gehört dem Herausgeberkreis der „Zeitschrift für das gesamte Handelsrecht und Wirtschaftsrecht“ (ZHR) an und berät das Bundesfinanzministerium in Fragen der Finanzmarktregulierung. Seit 2016 ist Gregor Bachmann Teilnehmer des jährlich tagenden Auswahlkreises „Juristische Bücher des Jahres“. 